# شاهنشاه (فیلم ۱۹۶۳)
شاهنشاه (چکی: Král Králů) یک فیلم کمدی به کارگردانی مارتین فریچ و محصول چکسلواکی است که در ۱۹۶۳ میلادی منتشر شد.